# Petr Jakeš
Petr Jakeš (2. května 1940, Břehy, okr. Pardubice – 29. listopadu 2005, Praha) byl český geolog a geochemik, docent Univerzity Karlovy, zabývající se mj. geochemickými a vulkanickými procesy na Zemi i na nebeských tělesech, výzkumem meteoritů a měsíčních hornin.

## Biografie
V letech 1957 až 1962 vystudoval geologii na Přírodovědecké fakultě Karlovy university. Poté pracoval v Geologickém ústavu ČSAV v Praze. V období částečného uvolnění na konci šedesátých let pokračoval od r. 1967 na Australské národní univerzitě (ANU) v Canbeře v Austrálii a později též v Japonsku v postdoktorandském studiu, kde získal titul PhD. za práci o vulkanické činnosti v jihozápadním Pacifiku. V letech 1970 až 1972 pracoval jako vědecký pracovník v Lunar Science Institute (LSI, Ústav pro vědy o Měsíci, nyní LPI, Lunar and Planetary Institute) v texaském Houstonu v USA. Tato instituce, založená americkou Národní akademií věd (NAS, National Academy of Sciences) jako součást USRA (Universities Space Research Association), provozovala pro organizaci NASA mj. laboratoř LRL (Lunar Receiving Laboratory), v níž procházely vzorky hornin přivezené v rámci programu Apollo karanténou. V LSI se dr. Jakeš účastnil analýzy těchto vzorků, zejména pak těch, které byly získány na Měsíci v rámci expedic Apollo 14 a 15.
Po návratu do Československa v r. 1972 byl z politických důvodů propuštěn z ČSAV. Získal zaměstnání v Ústředním ústavu geologickém v Praze, nejdříve jako geolog mapér, pak jako vědecký pracovník, později jako náměstek ředitele pro geologický výzkum. Počátkem 90. let 20. stol. začal učit na Přírodovědecké fakultě UK (PřF UK) v Praze. Často se vracel také do LPI do Houstonu, kde byl členem jeho vědecké rady. Do r. 2001 byl členem vědecké rady mezinárodního programu IGCP (International Geological Correlation Programme) a předsedou jeho 3. pracovní skupiny pro ložiska minerálů, petrologii, vulkanologii a geochemii. Byl také jedním z šesti světových vědců, kteří navrhli uspořádání Mezinárodního roku planety Země (IYPE -International Year of the Planet Earth) – tím byl vyhlášen rok 2008.
V posledních letech života pracoval jako pedagog a vědecký pracovník Ústavu geochemie, mineralogie a nerostných zdrojů PřF UK. Mezi studenty byl díky svému netradičnímu způsobu přednášení, aktivními osobnímu přístupu, a především někdy až drsnému smyslu pro humor a sebeironii velmi oblíbený. [zdroj?]
Kromě mnoha desítek původních vědeckých prací z oboru geologie, vulkanologie, geochemie a planetologie je autorem řady populárněvědeckých a cestopisných knih. Některé z nich byly přeloženy i do jiných jazyků.
Byl jedním z úspěšných popularizátorů vědy, nejen psanou podobou, ale i pořady Vědník (Česká televize) nebo Meteor (Český rozhlas).
V r. 1999 pojmenovali astronomové M. Tichý a Z. Moravec planetku (10170) 1999 DA1, objevenou na observatoři Kleť, na jeho počest jménem Petrjakeš. V r. 2000 mu byla udělena „Cena Akademie věd ČR za popularizaci vědy“.

## Dílo
- Za sopkami Pacifiku / Petr Jakeš . - Praha : Orbis, 1975. - (Cesty).

- Létavice a lunatici / Petr Jakeš. - Praha : Mladá fronta, 1978. - (Kolumbus ; Sv. 81).

- Planeta Země / Petr Jakeš. - Praha : Mladá fronta, 1984. - (Orbis pictus ; Sv. 2.). Jakeš,

- K vulkanam Tichogo okeana / Petr Jakeš ; Sokraščennyj perevod s češskogo Za sopkami Pacifiku. - Moskva : Nauka, 1984. - (Rasskazy o stranach Vostoka)

- L'Universe et la Terre / Josip Kleczek, Petr Jakeš. - Paris : Cercle d'Art, 1985.

- Posłańcy kosmosu / Petr Jakeš ; Z języka czeskiego Létavice a lunatici. - Warszawa : Wiedza Powszechna, 1986. - (Omega ; No 398). - ISBN 83-214-0477-4

- The Universe and Planet Earth / Josip Kleczek, Petr Jakeš. - London : Octopus Books, 1987.

- Cesty za Hefaistem / Petr Jakeš ; Jan Jeník. - Praha : Panorama, 1989. - (Knihy o přírodě). - ISBN 80-7038-060-8

- Tahák z fyziky a chemie / Petr Jakeš, Milan Dvořák. - 2. vyd. - Havlíčkův Brod : Tobiáš, 1993. - ISBN 80-85808-11-0

- Tahák z fyziky a chemie / Petr Jakeš, Milan Dvořák. - 1. vyd. - Havlíčkův Brod : Tobiáš, 1993. - (Tobík). - ISBN 80-901232-6-0

- La Terre, planete vivante / Petr Jakeš ; traductions française Planeta Země. - Paris : Gründ, 1994. - (Approches de la nature). - ISBN 2-7000-1556-8

- Geologie : učebnice pro základní školy a nižší stupeň víceletých gymnázií / Petr Jakeš. - Praha : Nakladatelství České geografické společnosti, 1999. - (Natura). - ISBN 80-86034-30-5

- Příručka k učebnici přírodopisu Geologie pro základní školy a nižší stupeň víceletých gymnázií / Petr Jakeš, Miroslav Maleninský. - Praha : Nakladatelství České geografické společnosti, 1999. - (Natura). - ISBN 80-86034-31-3

- Vlny hrůzy : zemětřesení, sopky a tsunami / Petr Jakeš, Jan Kozák. - Praha : NLN, Nakladatelství Lidové noviny, 2005. - ISBN 80-7106-772-5